# Когда нас не станет
«Когда нас не станет» (фр. En attendant le déluge) — французский фильм-драма 2004 года.

## Сюжет
Аристократ Жан-Рене очень стар и скоро умрет. Чтобы перед смертью хоть немного развеяться, он приглашает театральную труппу и ставит ей условие — они должны сыграть перед ним пьесу о Дионисе. Но большинство членов группы бездарны и думают лишь о своих мелких проблемах.

## В ролях
| Актёр         | Роль     |
| ------------- | -------- |
| Пьер Ришар    | Жан-Рене |
| Дамьен Одуль  | Ив       |
| Анна Муглалис | Милена   |
| Эжен Дюриф    | режиссёр |
| Ингрид Астье  | Ингрид   |